# Mycena podocarpi
Mycena podocarpi är en svampart som beskrevs av Segedin 1991. Mycena podocarpi ingår i släktet Mycena och familjen Mycenaceae.   Inga underarter finns listade i Catalogue of Life.